# Плајита Кортада (Порторико)
Плајита Кортада (шп. Playita Cortada) град је у америчкој острвској територији Порторико, острвској држави Кариба.

## Демографија
По попису из 2010. године број становника је 1.731, што је 54 (3,2%) становника више него 2000. године.
| Група             | 2000.         | 2010.         |
| Белци             | 6 (0,4%)      | 3 (0,2%)      |
| Афроамериканци    | 287 (17,1%)   | 381 (22,0%)   |
| Азијати           | 3 (0,2%)      | 1 (0,1%)      |
| Хиспаноамериканци | 1.666 (99,3%) | 1.727 (99,8%) |
| Укупно            | 1.677         | 1.731         |